# Sinistra Operaia Internazionalista
Sinistra Operaia Internazionalista (in greco: Διεθνιστική Εργατική Αριστερά - ΔΕΑ, trasl. Diethnistiké Ergatiké Aristerá - DEA) è un'organizzazione politica greca fondata nel 2001 in seguito ad una scissione dal Partito Operaio Socialista (Σοσιαλιστικό Εργατικό Κόμμα, ΣEK), sezione greca della Tendenza Socialista Internazionale.
È particolarmente attiva nel Forum Sociale Greco e mantiene legami particolarmente stretti con la ISO (International Socialist Organization) degli USA.

## Storia
Alle elezioni parlamentari del 2004 la DEA ha preso parte alla Coalizione della Sinistra Radicale (Syriza); ha confermato la sua partecipazione al progetto in occasione delle parlamentari del 2007 e delle europee del 2009, mentre si defilò alle parlamentari del 2004, in seguito alla crisi che aveva coinvolto la formazione. In particolare, si erano registrate due scissioni: una componente del partito dette vita al gruppo politico Kokkino ("Rosso"); un'altra aderì invece all'Organizzazione dei Comunisti Internazionalisti di Grecia-Spartaco (Οργάνωση Κομμουνιστών Διεθνιστών Ελλάδας-Σπάρτακος - OKΔE-Σπάρτακος), la sezione greca della Quarta Internazionale.
La DEA pubblica un quindicinale, Εργατική Αριστερά (Ergatiki Aristera, "Sinistra operaia") e una rivista teorica chiamata Διεθνιστική Αριστερά (Diethnistikì Aristerà, "Sinistra Internazionale").
La DEA è oggi attiva in numerosi sindacati di categoria (Sanità, Poste, Sicurezza Sociale, precari). Molti dei membri sono immigrati e il partito gestisce la Scuola Domenicale degli Immigrati (Κυριακάτικο Σχολείο Μεταναστών). Nelle scuole secondarie superiori il partito interviene con l'organizzazione Studenti medi contro il Sistema (Μαθητές μαθήτριες Ενάντια στο Σύστημα, ΜΕΣ-MES) e nelle università con Studenti universitari contro il Sistema (Φοιτητές Φοιτήτριες Ενάντια στο Σύστημα, ΦΕΣ-FES).